# Attitude
Attitude es la revista gay más vendida del Reino Unido, y también es distribuida a nivel mundial, está disponible en su versión descargable para iPad y iPhone. La primera emisión apareció en mayo de 1994. Es propiedad de Vitaly Publishing.
En 2005, el exeditor Adam Mattera ganó el premio BSME como el mejor editor de revistas masculinas, fue la primera vez que un editor de una revista gay ganó el premio, Mattera fue nominado otra vez en 2006.
En abril de 2008, el director de Attitude´s Fashion fue nombrado por Times como uno de los 20 británicos cazatalentos, por su contribución a la industria de la música, junto a Simon Cowell.
Attittude es editada actualmente por Matthew Todd, editor asociado, exdirector adjunto y escritor de la obra Blowing Whistles. Todd fue nominado dos veces en 2009 y 2010 para los premios BSME; Attitude es la única revista gay que ha participado de este premio.
En 2010 Attitude Fue nominada por Stonewall en sus premios anuales como la Publicación del Año.
Ninguno de los títulos(revistas) gay revelan cifras (aunque Bent Magazine, solía hacerlo colocando a sus lectores en una media de 60,000) pero de acuerdo a Press Gazette, Attitude es la revista más vendida en su rubro.

## Historia de la propiedad
Attitude empezó su vida en 1994 como parte de la propiedad del grupo Northern and Shell propiedad de Richard Desmond. en 2004 fue vendido a Remnant Media. Desde entonces la revista ha estado brevemente en la propiedad de Giant Clipper y Attitude Publications Ltd. antes llamada Trojan Publishing Ltd. (propietaria también de títulos como, Fresh, Woman's Fitness and What diesel?) que adquirió los derechos de propiedad intelectual de Attitude en abril de 2008, sin embargo, todas las deudas de la revista de citas, antes de su emisión 165 siguen siendo responsabilidad del editor anterior - Attitude Publications Ltd., la revista tenía pronlemás con la distribución y la publicación en 2007 y no apareció en los quioscos en enero y julio de ese año.
Después de los problemas financieros, los propietarios crearon Vitaly Publishing como propietario de Atiitude, y vendieron la compañía a inversionistas privados.

## Contenido
Entre las celebridades que aparecieron en la cobertura de la revista tenemos a, Tony Blair, Daniel Radcliffe, Madonna, Heath Ledger, Sacha Baron Cohen as Brüno, David Cameron, Clive Owen, David Beckham, Take That, James Franco, Dominic Cooper, Mitch Hewer, Mark Feehily, Kevin McDaid, Kylie Minogue, Marilyn Manson, Elton John, McFly, Robbie Williams, Rupert Everett, Justin Timberlake, Philip Olivier, Freddie Ljungberg, George Michael, Rufus Wainwright, Max George, Will Young, Christina Aguilera, Dermot O'Leary, John Barrowman, Gary Lucy, Beth Ditto, Liam Payne y los Scissor Sisters. Muchos de estos en entrevistas exclusivas.
Tony Blair dio su primera entrevista a la prensa de publicación de la revista en mayo de 2005, y la segunda en 2009 en el aniversario número 15 de la publicación.
En febrero de 2010 David Cameron, líder del partido conservador, apareció en la portada de Attitude dando su primera entrevista a una revista gay.
Para la edición de agosto de 2009, la estrella Harry Potter (Daniel Radcliffe) dio su primera entrevista a una publicación gay en la que anunció su apoyo para el Partido Liberal Demócrata. Él dijo: "I just loathe homophobia. It's just disgusting and animal and stupid and it's just thick people who can't get their heads around it and are just scared. I grew up around gay people entirely. I was the only child in my class who had any experience of homosexuality or anything like that." ("Yo sólo detesto la homofobia. Es simplemente repugnante, animal y estúpido; es gente que no comprende lo que pasa a su alrededor y son sólo tienen miedo. Crecí rodeado de gente gay por completo. Yo era el único niño en mi clase que había tenido alguna experiencia homosexual o algo de eso.")
Además de entrevistas a celebridades la revista también incluye una gran variedad de temas, que han incluido la difícil situación de los solicitantes de asilo gay y el ascenso de la extrema derecha en Europa del Este, la campaña electoral presidencial de los EE. UU., así como editoriales de la vida real, tales como violación masculina y los problemas de imagen corporal. En mayo de 2005, en vísperas de las elecciones generales del Reino Unido, la revista entrevistó a Tony Blair por la cubierta. En abril de 2008 Attitude llevó ahora al alcalde de Londres, Boris Johnson a hablar acerca de sus comentarios de que "si el matrimonio gay estaba bien - y yo tenía incertidumbre del tema- entonces yo no veía ninguna razón para que una unión no pueda ser consagrada entre tres hombres, así como dos hombres, o incluso tres hombres y un perro ", algo que Johnson trató de justificar como hablar por hablar en el programa de la BBC o en el "Question Time", hasta que recordó un pasaje de su libro como una fuente directa.